# Listă de demonime în limba română
Aceasta este o listă de demonime sau nume de locuitori în limba română.

## Corpuri și structuri astronomice
- Lună → selenit[3][4]
- Marte → marțian[5]
- Pământ / Terra → pământean[6]
- Venus → venusian[7]
- Spațiul din afara Terrei/Pământului → extraterestru[8]

## Locații fictive
Locații din operele de ficțiune.
- Vulcan (Star Trek) → vulcanian[9]

```
Wakanda ( Black Panther ) -> Wakandez
```

## Continente
- Africa → african
- America → american[10]
- America de Nord → nord-american[11]
- America de Sud → sud-american[12]
- Antarctida →
- Asia → asiatic
- Australia → australian
- Eurasia → eurasiatic[13]
- Europa → european[14]

## Țări
- Abisinia → abisinian[15]
- Afganistan → afgan[16]
- Africa de Sud → sud-african[16]
- Albania → albanez[16]
- Algeria → algerian[16]
- Andorra → andorran[17]
- Anglia → englez
- Angola → angolez
- Antigua și Barbuda → antiguan[18]
- Armenia → armean
- Asiria → asirian[19]
- Austria → austriac
- Azerbaidjan → azer[20] / azerbaidjan[21]

B
- Babilonia / Imperiul Babilonian → babilonian[22]
- Belarus / Bielorusia → belarus[23] / bielorus[24]
- Belgia → belgian[25]
- Birmania → birman
- Bolivia → bolivian[26]
- Bosnia și Herțegovina → bosniac[27]
- Bulgaria → bulgar
- Burkina Faso → burkinez
- Burundi → burundez[28]

C
- Cambodgia → cambodgian[29]
- Capul Verde → capverdian[30]
- Cehia → ceh
- Ceylon → ceylonez[31]
- Chile → chilian[32] (pron. cilian)
- China → chinez
- Ciad → ciadian
- Cipru → cipriot
- Coasta de Fildeș → ivorian[33]
- Congo → congolez
- Coreea → coreean[34]
- Coreea de Nord → nord-coreean[35]
- Coreea de Sud → sud-coreean[36]
- Costa Rica → costarican
- Croația → croat

D
- Dacia → dac
- Danemarca → danez
- Djibouti → djiboutian[37]
- Dominica; Republica Dominicană → dominican[38]

E
- Egipt → egiptean
- Elada → elen[39]
- El Salvador → salvadorian[40]
- Eritreea → eritreean[41]
- Estonia → eston / estonian

F
- Fiji → fijian
- Finlanda → finlandez
- Frigia → frigian

G
- Gabon → gabonez
- Germania → german / neamț
- Grecia → grec
- Guatemala → guatemalez
- Guineea → guineean[42] / guineez[43]
- Guineea Bissau → guineobissauan[44]
- Guineea Ecuatorială → guineoecuatorian[45]

H
- Honduras → hondurian[46]

I
- Imperiul Inca → incaș
- India → indian
- Irlanda → irlandez
- Irlanda de Nord → nord-irlandez
- Islanda → islandez
- Israel → israelian,[47] israelit[48]

J
- Jamaica → jamaican[49]
- Japonia → japonez[50] / nipon[51]

K
- Kampuchia → kampuchian[52] (pron. kampucian)
- Kazahstan → kazah[53]
- Kârgâzstan → kârgâz[54] / kirghiz[55]
- Kiribati → kiribatian[56]
- Kuweit / Kuwait → kuweitian[57] / kuwaitian (pron. kuveitian)[58]

L
- Laos → laoțian[59]
- Lesotho → lesothian[60]
- Letonia → leton[61]
- Liechtenstein → liechtensteinian[62] (pron. lihtănștainián)
- Lituania → lituanian[63]
- Luxemburg → luxemburghez[64]

M
- Madagascar → malgaș[65]
- Macedonia → macedonean
- Malawi → malawian[66]
- Malaysia / Malaezia / Malaiezia → malaysian[67] / malaezian / malaiezian[68]
- Mali → malian[69]
- Malta → maltez[70]
- Marea Britanie → britanic[71]
- Marshall → marshallez[72]
- Mauritania → mauritan[73] / mauritanez[74]
- Mauritius → mauritian[75]
- Moldova → moldovean[76] / moldovan[77] / moldav[78]
- Monaco → monegasc[79]
- Mongolia → mongol[80]
- Muntenegru → muntenegrean[81]

N
- Norvegia → norvegian
- Noua Zeelandă → neozeelandez

O
- Olanda → olandez / neerlandez[82]
- Oman → omanez[83]

P
- Palau → palauan[84]
- Panama → panamez[85]
- Papua Noua Guinee → papua-neoguineean[86] / papuaș[87]
- Peru → peruan / peruvian
- Prusia → prusac / prusian

Q
- Qatar → qatarian[88]

R
- Republica Centrafricană → centrafrican[89]
- Rhodesia → rhodesian (pron. rodezian)[90]
- România → român
- Rusia → rus

S
- San Marino → sanmarinez[91]
- Scoția → scoțian
- Serbia → sârb
- Seychelles → seychellez[92]
- Sfânta Lucia (Saint Lucia) → saintlucian[93]
- Sfântul Kitts și Nevis → kittsian[94]
- Sierra Leone → sierraleonez[95]
- Singapore → singaporez[96]
- Siria → sirian[97]
- Slovacia → slovac
- Slovenia → sloven
- Solomon → solomonian[98]
- Spania → spaniol
- Sparta → spartan[99]
- Sri Lanka → srilankez[100]
- Statele Unite ale Americii → american[10]
- Sudan → sudanez
- Suedia → suedez

T
- Trinidad-Tobago → trinidadian,[101] tobagoan[102]

Ț
- Țara Galilor → galez
- Țările de Jos → neerlandez[82] / olandez

U
- Ucraina → ucrainean[103]
- Ungaria → ungur / maghiar
- Uruguay → uruguayan[104]

V
- Venezuela → venezuelean[105]; venezuelan[106]; venezuelian[107]

Y
- Yemen → yemenit[108]

Z
- Zair → zairez[109]
- Zimbabwe → zimbabwian[110] (pron. zimbabuian)

## State / regiuni administrative / provincii / județe
- Abrud → abrudean
- Alsacia → alsacian
- Andaluzia → andaluz[111]
- Ardeal → ardelean
- Argeș → argeșean
- Bacău → băcăuan
- Banat → bănățean
- Basarabia → basarabean[112]
- Bavaria → bavarez[113]
- Bihor → bihorean[114]
- Bistrița-Năsăud → năsăudean
- Boemia → boem[115]
- Brandenburg → brandenburghez[116]
- Bretania → breton[117]
- Bucovina → bucovinean[118]
- Calabria → calabrez[119]
- Campania → campanian[120]
- Caraș-Severin → severinean[121]
- Cecenia → cecen[122]
- Județul Constanța → constănțean
- Creta → cretan[123]
- Crișana, Criș → crișean[124]
- Dâmbovița → dâmbovițean
- Dobrogea → dobrogean
- Dolj → doljean
- Galicia → galician[125]
- Galiția → galițian[126]
- Groenlanda → groenlandez[127]
- Hawaii → hawaiian[128]
- Java → javanez[129]
- Kosovo → kosovar[130]
- Lesbos → lesbian[131]
- Mallorca → mallorquin (pron. maiorchin)[132]
- Manciuria → manciurian[133]
- Martinica → martinichez
- Mehedinți → mehedințean
- Oltenia, Olt → oltean
- Rumelia → rumeliot[134]
- Timiș → timișean[135]
- Toscana → toscan
- Transilvania → transilvănean/transilvan / ardelean/ungurean
- Țara Bascilor → basc[136]
- Țara de Foc → fuegian[137]
- Țara Oașului → oșean[138]
- Valahia → valah[139] / vlah
- Vâlcea → vâlcean[140]

## Regiuni / zone
- Africa Centrală → centrafrican[89]
- Anzi → andin[141]
- Arabia → arab
- Balcani → balcanic
- Canaan → cananean[142]
- Carpați → carpatin
- Capitoliu → capitolin
- Caucaz → caucazian
- Dunăre → dunărean
- Jiu → jian[143]
- Mediterană → mediteraneean[144]
- Melanezia → melanezian[145]
- Micronezia → micronezian[146]
- Polinezia → polinezian[147]
- Nord → nordic[148]
- Sud → sudic[149]
- Răsărit → răsăritean[150]
- Orient → oriental[151]
- Occident → occidental[152]

## Localități
- Alba Iulia → albaiulian[153]
- Alexandria → alexăndrinean[154]
- Alexandria → alexandrin
- Alicante → alicantin
- Arad → arădean / arădan
- Ascoli Piceno → ascolez
- Atena → atenian[155]

B
- Babadag → băbăian
- Babilon → babilonian[22] / babilonean[156]
- Bacău → băcăuan
- Baia de Aramă → băiaș
- Baia Mare → băimărean[157]
- Belgrad → belgrădean
- Berlin → berlinez
- Blaj → blăjean
- Bordeaux → bordelez[158]
- Boston → bostonian[159]
- Botoșani → botoșănean
- Brăila → brăilean[160]
- Bruxelles → bruxellez
- București → bucureștean
- Budapesta → budapestan
- Buhuși → buhușean
- Buzău → buzoian

C
- Cairo → cairot[161]
- Caransebeș → caransebeșean[162]
- Calafat → calafetean
- Călărași → călărășean[163]
- Cătălina → cătălinean[164]
- Câmpulung → câmpulungean
- Câmpulung Muscel → muscelean
- Cernavodă → cernavodean
- Cernăuți → cernăuțean[165]
- Chișinău → chișinăuian[166]
- Constantinopol → constantinopolitan
- Covei → coveian[167]
- Cracovia → cracovian[168]
- Curtea de Argeș → argeșean

D
- Drobeta-Turnu Severin → severinean[121]

F
- Făgăraș → făgărășean
- Fălticeni → fălticenean[169]
- Florența → florentin[170]

G
- Gabrovo → gabrovean[171]
- Galați → gălățean
- Geneva → genevez[172]
- Genova → genovez[173]
- Giurgiu → giurgiuvean[174]
- Gura Humorului → humorean[175]

H
- Hârlău → hârlăuan[176]
- Horezu → hurezean
- Ho Și Min → saigonez[177]
- Hunedoara → hunedorean[178]
- Huși → hușean[179]

I, Î
- Iași → ieșean
- Întorsura Buzăului → întorsurean[180]

J
- Jimbolia → jimbolian

K
- Kiev → kievean[181]

L
- Lancrăm → lăncrănjan
- Lecce → talentin
- Londra → londonez
- Luduș → ludușean[182]

M
- Maastricht / Maestricht → maastrichtian / maestrichtian
- Madrid → madrilen
- Maglavit → maglavitean
- Mangalia → mangaliot[183]
- Manchester → mancunian
- Marsilia → marsiliez[184]
- Mediaș → medieșean[185]
- Miercurea-Ciuc → miercurean[186]
- Milano → milanez
- Milet → milezian[187]
- Moscova → moscovit

N
- Napoli → napolitan
- Nazaret → nazarinean[188] / nazaritean[189] / nazareean
- Negru Vodă → negruvodean[190]
- New York → newyorkez[191]  (pron. niuiorchez)[192]
- Nicosia → nicosian[193]

O
- Ocnița → ocnițean[194]
- Oradea → orădean
- Orșova → orșovean[195]

P
- Palermo → palermitan
- Palma de Mallorca → mallorquin (pron. maiorchin)[132]
- Paris → parizian
- Parma → parmegian
- Pașcani → pășcănean[196]
- Perugia → perugin
- Petroșani → petroșănean[197]
- Piatra Neamț → pietrean[198]
- Piacenza → piacentin
- Pitești → piteștean
- Portland → portlandez
- Praga → praghez[199]
- Predeal → predelean

R
- Râmnicu Sărat → râmnicean[200]
- Râmnicu Vâlcea → vâlcean[140]
- Roșiorii de Vede → roșiorean[201]
- Roma → roman
- Roman → romașcan[202]

S
- Saigon → saigonez[177]
- Salamanca → salamantin
- Satulung, Satu Lung → satulungean[203]
- Satu Mare → sătmărean[204]
- San Francisco → sanfranciscan[205]
- Sânnicolau Mare → sânnicolean[206]
- Sfântu Gheorghe → gheorghian[207]
- Siliștea → siliștean[167]
- Sinaia → sinăian[208] / sinaiot[209]
- Slatina → slătinean
- Slobozia → slobozean[210]
- Sofia → sofiot[211]
- Strășeni → strășenean

T
- Tarcău → tărcăuan
- Tazlău → tăzlăuan
- Târgoviște → târgoviștean[212]
- Târgu-Jiu → târgujian[213]
- Târgu-Mureș → târgumureșean[214] / târgmureșean[215]
- Târgu Neamț → târgunemțean
- Târgu Ocna → ocnean[216]
- Teba, Teba → teban[217]
- Tecuci → tecucean
- Timișoara → timișorean[218]
- Tokio → tokiot[219]
- Tomis → tomitan
- Toulon → toulonez (pron. tulonez)
- Toulouse → toulousan (pron. tulusan) / toulousian (pron. tulusian)
- Turnu Măgurele → turnean[220]
- Turda → turdean

V
- Valencia → valencian[221] (pron. valensian)
- Vama Veche → vamaiot
- Vaslui → vasluian
- Vatra Dornei → dornean[222]

Z
- Zalău → zălăuan[223]
- Zimnicea → zimnicean